# أودي ألترام بارتيم

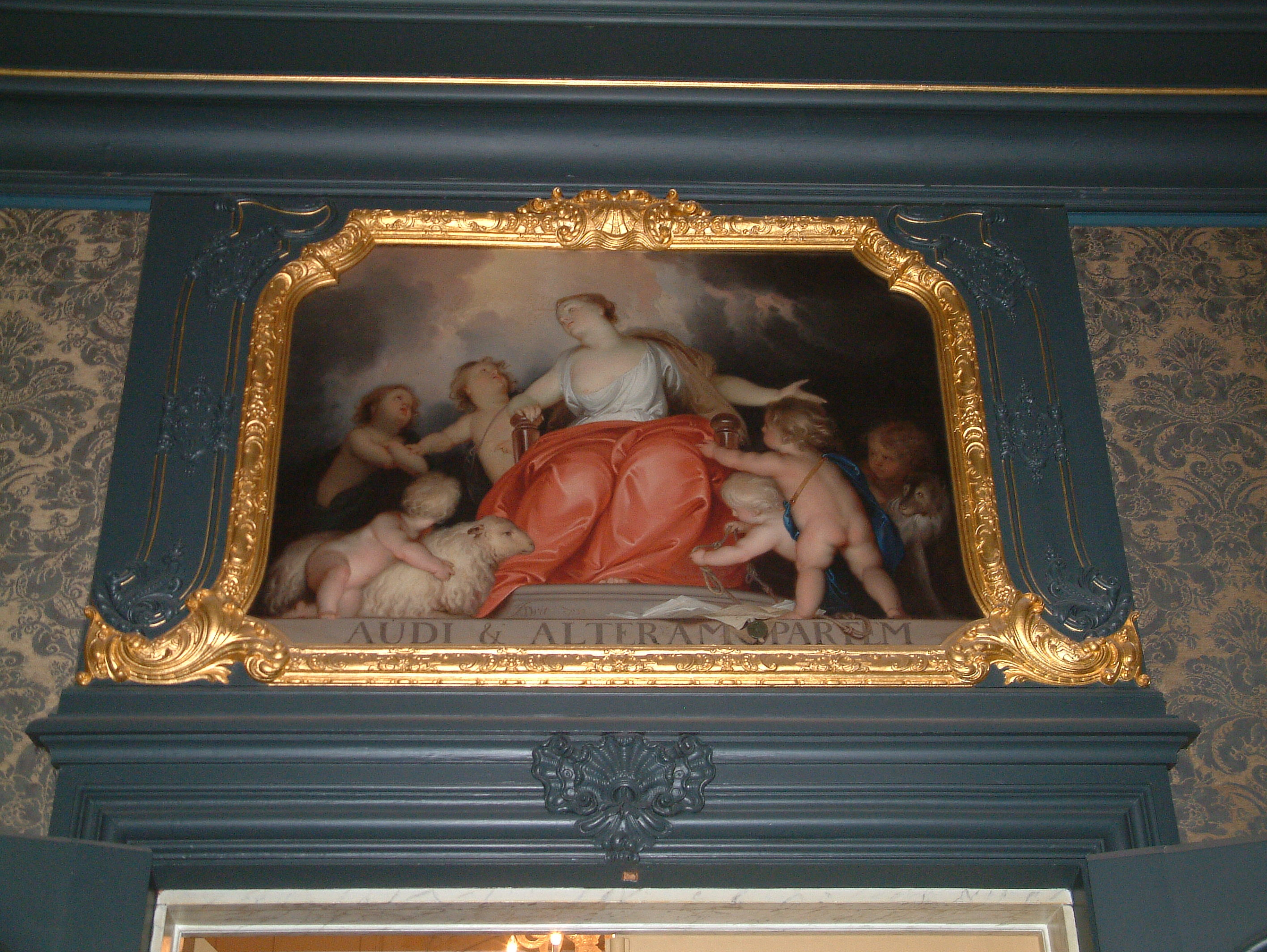
قطعة باب مزخرفة من القرن الثامن عشر من فيرسشار (محكمة المدينة) في قاعة مدينة لاهاي، بقلم جاكوب دي ويت، توضح أودي ألترام بارتيم.

أودي ألترام بارتيم (Audi alteram partem) هي عبارة لاتينية تعني «استمع إلى الجانب الآخر»، أو «دع الطرف الآخر يُسمع أيضًا». إنه مبدأ أنه لا ينبغي محاكمة أي شخص دون جلسة استماع عادلة يتم فيها منح كل طرف الفرصة للرد على الأدلة ضدهم.
يعتبر مبدأ أساسي للعدالة أو الإنصاف أو مبدأ العدالة الطبيعية في معظم الأنظمة القانونية. يشمل هذا المبدأ حقوق الطرف أو محاميه في مواجهة الشهود ضده، والحصول على فرصة عادلة للطعن في الأدلة التي قدمها الطرف الآخر، واستدعاء الشهود وتقديم الأدلة، والحصول على محام، إذا لزم الأمر على النفقة العامة، من أجل جعل القضية مناسبة.

## تاريخ الاستخدام
كمبدأ عام للعقلانية في التوصل إلى استنتاجات في المسائل المتنازع عليها، تم التعامل مع «سماع كلا الجانبين» كجزء من الحكمة المشتركة من قبل المسرحيين اليونانيين القدماء. يمكن أيضًا العثور على مبدأ مشابه في الشريعة الإسلامية، استنادًا إلى حديث يشير إلى أنه في التقاضي، يجب الاستماع إلى كلا الطرفين. وقد أشير إلى المبدأ من قبل محكمة العدل الدولية في قضية التجارب النووية، في إشارة إلى عدم مثول فرنسا في الحكم. تختلف الأنظمة القانونية الحديثة حول إمكانية إدانة الأفراد غيابياً . يُستخدم هذا المبدأ في مسائل قانون العمل في بلدان مثل جنوب إفريقيا وزيمبابوي.

## استخدامات أخرى
هذه العبارة هي أيضًا أصل اسم شركة صناعة السيارات الألمانية أودي. ترك المؤسس أوغست هورش شركته السابقة موتور واغن ويركي بعد نزاع مع الشركاء وأسس شركة جديدة في 16 يوليو 1909، أطلق عليها في البداية أوغست هورش أوتو موبيل ويركي. رفع شركاؤه السابقون دعوى قضائية ضده بسبب انتهاك العلامة التجارية، وقضت محكمة الرايخسجيرخت الألمانية (المحكمة العليا) بأن علامة هورش التجارية تنتمي إلى شركته السابقة. لذلك دعا هورش لعقد اجتماع مع أصدقائه المقربين في العمل بول وفرانز فيكنتشر للتوصل إلى اسم جديد للشركة. خلال هذا الاجتماع، كان ابن فرانز يدرس اللاتينية بهدوء في زاوية من الغرفة. بدا عدة مرات وكأنه على وشك أن يقول شيئًا ما، لكنه كان يبتلع كلماته ويواصل العمل، حتى ينفجر في النهاية، «أبي- أديريت إي ألترتا بارس ... ألن تكون فكرة جيدة أن نسميها أودي بدلاً من هورش ؟»  «هورش!» في الألمانية تعني «أصغ!»، وهي «أودي» بصيغة الأمر المفرد لكلمة «أودير» باللاتينية. تم قبول الفكرة بحماس من قبل كل من حضر الاجتماع، وتم تسجيل الشركة باسم أودي أوتو موبيل ويركي في عام 1910.